# Liste der Bodendenkmäler in Wettringen (Mittelfranken)
Auf dieser Seite sind die Bodendenkmäler in der mittelfränkischen Gemeinde Wettringen zusammengestellt. Diese Tabelle ist eine Teilliste der Liste der Bodendenkmäler in Bayern. Grundlage ist die Bayerische Denkmalliste, die auf Basis des Bayerischen Denkmalschutzgesetzes vom 1. Oktober 1973 erstmals erstellt wurde und seither durch das Bayerische Landesamt für Denkmalpflege geführt wird. Die folgenden Angaben ersetzen nicht die rechtsverbindliche Auskunft der Denkmalschutzbehörde.

## Bodendenkmäler der Gemeinde Wettringen

### Bodendenkmäler in der Gemarkung Gailnau
| Lage               | Objekt | Akten-Nr.     | Bild |
| ------------------ | --- | ------------- | ---- |
| Gailnau (Standort) | Burgstall des Mittelalters. | D-5-6727-0032 |      |
| Gailnau (Standort) | Siedlung der Steinzeiten. | D-5-6727-0035 |      |
| Gailnau (Standort) | Siedlung der Urnenfelderzeit. | D-5-6727-0036 |      |
| Gailnau (Standort) | Siedlung des Neolithikums. | D-5-6727-0037 |      |
| Gailnau (Standort) | Siedlung vor- und frühgeschichtlicher Zeitstellung. | D-5-6727-0038 |      |
| Gailnau (Standort) | Mittelalterliche und frühneuzeitliche Befunde im Bereich der Evangelisch-Lutherischen Pfarrkirche St. Alban in Untergailnau einschließlich umfriedetem Kirchhof mit Körpergräbern. | D-5-6727-0104 |      |

### Bodendenkmäler in der Gemarkung Gailroth
| Lage                | Objekt                 | Akten-Nr.     | Bild |
| ------------------- | ---------------------- | ------------- | ---- |
| Gailroth (Standort) | Rothenburger Landhege. | D-5-6726-0028 |      |

### Bodendenkmäler in der Gemarkung Insingen
| Lage                | Objekt                                                              | Akten-Nr.     | Bild |
| ------------------- | ------------------------------------------------------------------- | ------------- | ---- |
| Insingen (Standort) | Freilandstation des Mesolithikums und Siedlung der Urnenfelderzeit. | D-5-6727-0004 |      |

### Bodendenkmäler in der Gemarkung Oestheim
| Lage                | Objekt                         | Akten-Nr.     | Bild |
| ------------------- | ------------------------------ | ------------- | ---- |
| Oestheim (Standort) | Viereckschanze der Latènezeit. | D-5-6727-0010 |      |

### Bodendenkmäler in der Gemarkung Wettringen
| Lage                  | Objekt | Akten-Nr.     | Bild                       |
| --------------------- | --- | ------------- | -------------------------- |
| Wettringen (Standort) | Mittelalterlicher Turmhügel. | D-5-6726-0008 |                            |
| Wettringen (Standort) | Mittelalterlicher Burgstall. | D-5-6726-0009 | Bodendenkmal D-5-6726-0009 |
| Wettringen (Standort) | Burgstall des Mittelalters. | D-5-6726-0010 |                            |
| Wettringen (Standort) | Freilandstation des Mesolithikums, Siedlung des Neolithikums. | D-5-6726-0012 |                            |
| Wettringen (Standort) | Siedlung des Neolithikums, der Urnenfelderzeit und der Latènezeit. | D-5-6726-0013 |                            |
| Wettringen (Standort) | Siedlung des Neolithikums. | D-5-6726-0014 |                            |
| Wettringen (Standort) | Siedlung der Urnenfelderzeit. | D-5-6726-0015 |                            |
| Wettringen (Standort) | Siedlung des Neolithikums, der Urnenfelderzeit und der jüngeren Latènezeit. | D-5-6726-0016 |                            |
| Wettringen (Standort) | Reihengräberfeld des frühen Mittelalters. | D-5-6726-0017 |                            |
| Wettringen (Standort) | Siedlung vor- und frühgeschichtlicher Zeitstellung. | D-5-6726-0021 |                            |
| Wettringen (Standort) | Siedlung vorgeschichtlicher Zeitstellung. | D-5-6726-0026 |                            |
| Wettringen (Standort) | Rothenburger Landhege. | D-5-6726-0027 |                            |
| Wettringen (Standort) | Mittelalterliche und frühneuzeitliche Befunde im Bereich der Evangelisch-Lutherischen Pfarrkirche St. Peter und Paul in Wettringen sowie ihrer Vorgängerbauten einschließlich Friedhof des Mittelalters und der frühen Neuzeit. | D-5-6726-0031 |                            |
| Wettringen (Standort) | Siedlung der Steinzeiten, Siedlung der Latènezeit. | D-5-6727-0029 |                            |